# Contea di Winston (Alabama)
La contea di Winston, in inglese Winston County, è una contea dello Stato dell'Alabama, negli Stati Uniti. La popolazione al censimento del 2000 era di 24.843 abitanti. Il capoluogo di contea è Double Springs.
Si tratta di una dry county, ma in alcune città è permessa la vendita di alcolici.

## Geografia fisica
La contea si trova nella parte nord-occidentale dell'Alabama. Lo United States Census Bureau certifica che l'estensione della contea è di 1.637 km², di cui 1.591 km² composti da terra e i rimanenti 46 km² composti di acqua.
La contea si trova ai piedi degli Appalachi, nel nord-ovest dell’Alabama. Fa parte della sezione fisiografica dell’Altopiano di Cumberland e il suo territorio varia da dolci colline coperte di sempreverdi a spettacolari gole, pareti rocciose e foreste di latifoglie. Il fiume Black Warrior e i suoi affluenti attraversano l’intera contea. Una grande parte della contea di Winston fa parte della Foresta Nazionale William B. Bankhead, che offre paesaggi suggestivi e opportunità di attività ricreative all’aperto.

### Contee confinanti
- Contea di Lawrence - nord
- Contea di Cullman - est
- Contea di Walker - sud
- Contea di Marion - ovest
- Contea di Franklin - nord-ovest

### Laghi, fiumi e parchi
La contea comprende i seguenti laghi, fiumi e parchi:
| Laghi | Fiumi | Parchi                           | Parchi |
| --- | --- | -------------------------------- | ------ |
| - Brushy Creek Lake - Grayson Lake - O L And Ema Hicks Lake - Frost Pond - Verlie Barton Lake One - Verlie Barton Lake Two - Theo League Lake - W K Wilson Lake | - Hullett Branch - Hurricane Branch - Payne Creek - Hurricane Creek - Devils Branch - Rock Creek - Indian Creek - Soakingwater Creek - Inman Creek | - Brushy Creek Recreational Area |        |

## Storia
La contea di Winston fu costituita il 12 febbraio 1850 da parte della contea di Walker, originariamente con il nome di contea di Hancock. Nel 1858 il nome fu cambiato in contea di Winston, in onore di John A. Winston, primo governatore dell'Alabama. La contea di Winston acquisì notorietà durante la Guerra Civile perché gli abitanti della contea non volevano unirsi alla Confederazione. La contea non aveva grandi piantagioni e praticamente nessuna manodopera schiavizzata. Durante la guerra, la contea subì numerose incursioni da parte dei soldati confederati, che consideravano gli abitanti di Winston traditori della causa del Sud. I leader della contea di Winston si incontrarono alla locanda di Looney a Double Springs, dove tentarono di dichiarare la Repubblica indipendente di Winston e pianificarono la secessione dalla Confederazione. Sebbene la secessione non avvenne mai, la contea di Winston continua ad essere chiamata "Free State of Winston" ("Stato libero di Winston").

## Principali strade ed autostrade
- U.S. Highway 278
- State Route 5
- State Route 13
- State Route 33

## Società

### Evoluzione demografica
Abitanti censiti (migliaia)

## Comuni
- Addison - town
- Arley - town
- Double Springs (capoluogo) - town
- Haleyville[9] - city
- Lynn - town
- Natural Bridge - town
- Nauvoo[10] - town